# Cinq Novelettes (Glazounov)
Les Cinq Novelettes, op. 15, G 54, sont un ensemble de cinq pièces pour quatuor à cordes du compositeur russe Alexandre Glazounov, composé en 1885.

## Contexte et création
Alexandre Glazounov compose ses Cinq Novelettes pour être jouées dans le salon de Mitrofan Belaïev.

## Structure
L'œuvre comprend cinq mouvements :
1. Allegretto alla Spagnuola
2. Allegro con brio
3. Andante « interludium in modo antico »
4. Allegretto
5. Allegretto all'Ungharese

La durée d'exécution est d'environ vingt-six minutes.

## Analyse
L'œuvre cherche à relier, dans cette suite instrumentale, cinq styles nationaux différents. Le second mouvement apparaît dans un style oriental, tandis que le quatrième est en forme de valse. Pour le musicologue François-René Tranchefort, les mouvements les plus convaincants sont l'Interlude et la Valse, qui rappelle le style de Franz Schubert. Cette valse a fait dire à Hans von Bülow et Alexandre Borodine que Belaiev avait alors donné la parole aux Strauss de Saint-Pétersbourg.